# Gnonkourakali
Gnonkourakali ist ein Arrondissement im Departement Borgou im westafrikanischen Staat Benin. Es ist eine Verwaltungseinheit, die der Gerichtsbarkeit der Kommune Nikki untersteht.

## Demografie und Verwaltung
Gemäß der Volkszählung 2013 des beninischen Statistikamtes INSAE hatte das Arrondissement 13.825 Einwohner, davon waren 6998 männlich und 6827 weiblich.
Von den 91 Dörfern und Quartieren der Kommune Nikki entfallen zehn auf Gnonkourakali:
1. Gbari
2. Gneltoko
3. Gnonkourakali
4. Gourou-Pibou
5. Guema
6. Guinrou
7. Guinrou-Peulh
8. Soubo-Baraworou
9. Soubo-Gandérou
10. Woroumangassarou